# Гарриман, Памела
Памела Гарриман (1920—1997; урождённая Дигби, известна также как Памела Черчилль-Гарриман) — англо-американская деятельница аристократического происхождения.
Баронский титул её отца унаследовал брат Памелы, Эдвард (род. 1924). Католичка. Известна своими браками с сыном Уинстона Черчилля Рэндольфом, голливудско-бродвейским продюсером Лиландом Хэйвардом и американским политиком Авереллом Гарриманом. Мать Уинстона Черчилля-младшего, которого назвала в честь знаменитого деда. В 1971 году получила гражданство США. В поздние годы — значимая активистка Демократической партии США и посол США во Франции (1993—1997).
Скончалась в госпитале на следующий день после удара, который случился, когда она плавала в бассейне парижского отеля «Риц». Была удостоена государственных почестей со стороны президентов США (Билл Клинтон) и Франции (Жак Ширак).